# 옐라 (영화)
《옐라》(Yella)는 2007년 개봉한 독일의 심리 공포 스릴러 영화이다. 크리스티안 페촐트가 감독과 각본을 맡았다. 제57회 베를린 영화제 황금곰상 경쟁후보작이며, 주연을 맡은 니나 호스가 은곰상 여우주연상을 수상했다.

## 출연

### 주연
- 니나 호스
- 데비드 스트리에소브

### 조연
- 히네르크 쇠네만
- 바바라 오어
- 크리스티앙 레들
- 완자 뮤즈
- 마틴 브람바흐
- 피터 베네딕트
- 버그하트 클로브너